# Анна фон Бикенбах
Анна фон Бикенбах (на немски: Anna von Bickenbach; † 1255/сл. 1267/1269) е благородничка от Бикенбах и чрез женитба шенк на Ербах и 1251 г. господарка на Райхенберг в Райхелсхайм в Оденвалд.

## Произход
Тя е дъщеря на Готфрид I фон Бикенбах († 1245) и съпругата му Агнес фон Даун († 1254), дъщеря на вилдграф Конрад II фон Даун († сл. 1263) и Гизела фон Саарбрюкен († сл. 1265), дъщеря на граф Симон II фон Саарбрюкен († сл. 1207) и графиня Луитгард фон Лайнинген († сл. 1239).

## Фамилия
Анна фон Бикенбах се омъжва за наследствен шенк Еберхард III фон Ербах († 21 юли 1269), господар на Райхенберг в Райхелсхайм в Оденвалд. Те имат четири деца:
- Конрад II фон Ербах (* пр. 1269; † 16 май 1279/пр. 1320), шенк на Ербах, женен за Гертрудис фон Цигенхайн († 15 януари 1279), дъщеря на граф Бертхолд I фон Цигенхайн и Нида († 1258) и Айлика фон Текленбург († 1286)
- Йохан I фон Ербах в Райхенберг (* пр. 1273; † 9 юни 1296), шенк на Ербах в Райхенберг, женен за графиня Анна фон Ринек († 27 август 1306)
- Хайнрих († сл. 1278), монах в Шьонау
- Еберхард IV фон Ербах († 22 април 1312), шенк на Ербах в Михелщат, женен сл. 1259 г. за Юта фон Вайнсберг (+ сл. 1259), дъщеря на Конрад II фон Вайнсберг († 1264) и Ирменгард фон Мюнценберг († пр. 1269)